# Ponary (stacja kolejowa)
Ponary (lit. Paneriai, ros. Паняряй) – stacja kolejowa w dzielnicy Ponary, w Wilnie, na Litwie. Leży na linii dawnej Kolei Warszawsko-Petersburskiej.
Przed II wojną światową istniał w tym miejscu przystanek.